# Pyrène (chimie)
Pour les articles homonymes, voir Pyrène.
Le pyrène est un composé chimique de formule C16H10, de la famille des hydrocarbures aromatiques polycycliques (HAP), organisé en quatre noyaux benzéniques fusionnés. C'est un solide incolore.

## Présence dans la nature
Le pyrène est présent naturellement dans la houille et dans les résidus de combustion incomplète des composés organiques, où il se forme dans les conditions les plus diverses — les voitures en produisent ainsi environ 1 µg/km. Il a été isolé pour la première fois à partir du goudron, où il est présent à hauteur de 2 %.
En 2024, du cyanopyrène, de formule CN-C16H9, est découvert par spectroscopie rotationnelle dans le nuage moléculaire froid TMC-1, à 430 années-lumière de la Terre, où il représente jusqu'à 0,1 % du carbone total. C'est le plus grand HAP détecté à ce jour dans le milieu interstellaire. Les chercheurs détectent d'abord le 1-cyanopyrène, puis deux autres isomères, le 2- et le 4-cyanopyrènes.

## Usages
Le pyrène est utilisé industriellement dans la fabrication de teintures, dans la synthèse de composés optiques utilisés pour leur brillance, comme additif dans les huiles d'isolation électrique. Il présente une fluorescence déterminée par son environnement de solvatation, ce qui en fait une sonde moléculaire précise pour déterminer la nature d'un solvant.

## Toxicité
Bien que moins dangereux que le benzopyrène, le pyrène s'est révélé être toxique pour les reins et le foie.
Ce composé est listé par la Ligue contre le cancer parmi les substances toxiques de la fumée de cigarette.